# Julyan Stone
Julyan Stone, né le 7 décembre 1988 à Alexandria (Virginie), en Virginie, est un joueur américain de basket-ball. Il évolue au poste d'arrière.

## Biographie

### Carrière professionnelle

#### Nuggets de Denver (2011-2013)
Stone n'est pas choisi lors de la draft 2011 de la NBA. Le 9 décembre 2011, il signe un contrat de deux ans et 1,1 million de dollars avec les Nuggets de Denver. Durant le training camp, Stone déclare : « Tu dois y aller et tout donner sur chaque possession. Tu ne peux pas avoir de mauvais jours ».
Le 3 janvier 2012, Stone est envoyé en D-League au Stampede de l'Idaho. Le 10 janvier 2012, il est rappelé par les Nuggets.
Le 30 janvier 2013, Stone est envoyé en D-League chez l'Energy de l'Iowa. Le 13 février 2013, il est rappelé par les Nuggets.

#### Raptors de Toronto (2013-2014)
Le 19 septembre 2013, Stone signe avec les Raptors de Toronto. Le 7 juillet 2014, il est coupé par les Raptors.

#### Umana Reyer Venezia (2014-2015)
Le 12 septembre 2014, Stone signe en Italie à l'Umana Reyer Venezia pour la saison 2014-2015.

#### De courts passages en NBA (depuis 2015)
Le 25 septembre 2015, Stone signe avec le Thunder d'Oklahoma City mais est licencié en octobre.
En juillet 2018, Stone arrive aux Bulls de Chicago dans un échange impliquant Bismack Biyombo et Timofeï Mozgov. Peu après, les Bulls signent un contrat avec Jabari Parker et licencient Paul Zipser et Stone.

## Palmarès
- Champion d'Italie 2018-2019